# Macintosh Centris
Macintosh Centris is een serie computers van de Amerikaanse fabrikant Apple die van februari 1993 tot september 1993 aanboden werden.
Ze werden geïntroduceerd als vervanging van de zes jaar oude Macintosh II-serie, de naam werd gekozen om aan te geven dat ze zich in het midden van Apple's productlijn bevonden tussen de goedkopere Macintosh LC-serie en de Macintosh Quadra topserie. Hoewel Centris-computers ook voorzien waren van een Motorola 68040-CPU en daardoor hogere prestaties boden dan de LC-modellen van die tijd, waren ze toch aanzienlijk goedkoper dan de Quadra-modellen.
Apple bracht drie computers uit met de naam Centris: de Centris 610 (ter vervanging van de Macintosh IIsi) en de Centris 650 (ter vervanging van de Macintosh IIci en Macintosh Quadra 700) werden geïntroduceerd in maart 1993, de Centris 660AV volgde in juli 1993. De 660AV was ook uitgerust met een AT&T 3210 DSP en was net als de andere "AV"-computers van Apple voorzien van een video-ingang en -uitgang.
In september 1993 werd de naam Centris weer geschrapt en werden de 610, 650 en 660AV omgedoopt tot Quadra-modellen.

## Specificaties
|                             | Centris 610               | Centris 650               | Centris 660AV                        |
| --------------------------- | ------------------------- | ------------------------- | ------------------------------------ |
| Processor                   | Motorola 68LC040, 20 MHz  | Motorola 68LC040, 25 MHz  | Motorola 68040, 25 MHz AT&T 3210 DSP |
| Systeembussnelheid          | 20 MHz                    | 25 MHz                    | 25 MHz                               |
| ROM-grootte                 | 1 MB                      | 1 MB                      | 2 MB                                 |
| Databus                     | 32 bit                    | 32 bit                    | 32 bit                               |
| RAM-type                    | 2× 72-pin SIMM            | 4× 72-pin SIMM            | 2× 72-pin SIMM                       |
| Standaard RAM-geheugen      | 4 of 8 MB                 | 4 of 8 MB                 | 8 MB                                 |
| Maximum RAM-geheugen        | 68 MB                     | 132 of 136 MB             | 68 MB                                |
| Standaard harde schijf      | 80, 230 of 500 MB         | 80 of 230 MB              | 230 of 500 MB                        |
| Standaard diskettestation   | 3,5 inch, 1440 kB         | 3,5 inch, 1440 kB         | 3,5 inch, 1440 kB                    |
| Uitbreidingssleuven         | 1 PDS                     | 1 PDS, 3 NuBus            | 1 PDS                                |
| Type batterij               | 3,6 volt Lithium          | 3,6 volt Lithium          | 3,6 volt Lithium                     |
| Ondersteunde systeemversies | System 7.1 tot Mac OS 8.1 | System 7.1 tot Mac OS 8.1 | System 7.1 tot Mac OS 8.1            |
| Afmetingen (l×b×h)          | 39,62 × 41,40 × 8,63 cm   | 41,91 × 33 × 15,24 cm     | 39,62 × 41,40 × 8,63 cm              |
| Gewicht                     | 6,4 kg                    | 11,3 kg                   | 6,4 kg                               |
| Jaartal                     | 02/1993 tot 09/1993       | 02/1993 tot 09/1993       | 07/1993 tot 09/1993                  |

Uit productie: 1984: Macintosh 128K, Macintosh 512K · 1985: Macintosh XL · 1986: Macintosh Plus · 1987: Macintosh II, Macintosh SE · 1988: Macintosh IIx · 1989: Macintosh SE/30, Macintosh IIcx, Macintosh IIci, Macintosh Portable · 1990: Macintosh IIfx, Macintosh Classic, Macintosh IIsi, Macintosh LC serie · 1991: Macintosh Quadra 700, Macintosh Quadra 900, Apple PowerBook · Macintosh Classic II · 1992: Macintosh IIvx, Macintosh Quadra 950, PowerBook Duo, Macintosh Performa serie · 1993: Macintosh Centris serie, Macintosh Color Classic, Macintosh TV · Apple Workgroup Server · 1994: Power Macintosh · 1997: Power Macintosh G3, PowerBook G3, Twentieth Anniversary Macintosh · 1998: iMac · 1999: iBook, Power Mac G4 · 2000: Power Mac G4 Cube · 2001: PowerBook G4 · 2002: eMac, iMac G4 · 2003: Xserve, Power Mac G5 · 2004: iMac G5 · 2005: Mac mini · 2006: MacBook · 2015: MacBook (Retina) · 2017: iMac Pro

Huidige modellen: MacBook Air, MacBook Pro, iMac, Mac mini, Mac Studio, Mac Pro